# Osechka Peak
Der Osechka Peak (russisch Гора Осечка Gora Ossetschka, deutsch ‚Fehlzündungsberg‘) ist ein 1740 m hoher Berg im ostantarktischen Königin-Maud-Land. Er ragt 10 km südlich des Vorposten im Lomonossowgebirge auf.
Norwegische Kartographen kartierten ihn anhand von Luftaufnahmen und Vermessungen der Dritten Norwegischen Antarktisexpedition (1956–1960) aus den Jahren von 1958 bis 1959. Sowjetische Wissenschaftler nahmen zwischen 1960 und 1961 erneut Vermessungen und die Benennung vor. Der weitere Benennungshintergrund ist nicht überliefert. Das Advisory Committee on Antarctic Names übertrug die russische Benennung 1970 in einer angepassten Teilübersetzung ins Englische.